# Solicorynespora litchii
Solicorynespora litchii är en svampart som först beskrevs av Matsush., och fick sitt nu gällande namn av R.F. Castañeda & W.B. Kendr. 1990. Solicorynespora litchii ingår i släktet Solicorynespora, divisionen sporsäcksvampar och riket svampar.   Inga underarter finns listade i Catalogue of Life.